# Nikka Whisky
Nikka Whisky Distilling Co. Ltd. (яп. ニッカウヰスキー株式会社 Nikka Uwisukii Kabushiki Gaisha) — японская компания, производитель японского виски и других напитков. Штаб-квартира компании находится в Токио, столице Японии. Она принадлежит компании Asahi.
Компания управляет рядом ликёро-водочных заводов в Японии, включая завод в Йоити на Хоккайдо (основан в 1934 году) и завод Миягикё на севере острова Хонсю (основан в 1969). Компания также владеет заводом Бен-Невис в Шотландии (основан в 1989 году).

## История
Основатель компании, Масатака Такэцуру, в 1918 году путешествовал по Шотландии чтобы узнать процесс дистилляции шотландского виски из первых рук. Он изучал органическую химию у профессора Томаса Стюарта Паттерсона (англ. Thomas Stewart Patterson) в университете Глазго. Он изучал продукцию солодового виски в Кэмпбелтауне около Малл-оф-Кинтайра. Там он женился на Рите Коувен, дочери доктора в Глазго, и вернулся с ней в Японию в 1920 году.
В 1923 году он присоединился к компании Suntory, и помог основать их предприятие. В 1934 году он наконец основал собственную компанию, Никка Виски. После смерти Масатаки в 1979 году, руководителем компании стал Такэси Такэцуру, приёмный сын Масатаки.
В 1954 году компанию купила Asahi Breweries.
В 2008 году завод в Йоити был выбран лучшим производителем солодового виски и получил награду на World Whiskies Awards. В 2015 году Никка Виски выиграла в номинации лучшего дистиллятора года на International Spirits Challenge 2015.
В 2017 году компания объединилась с компанией Satsuma Tsukasa Brewery Co., Ltd. и получила название Nikka Whiskey Co., Ltd. Satsuma Tsuji Distillery.

## Продукция
Никка производит широкий ассортимент японского виски, стоимостью от 900 до 15 750 японских йен.
Black Nikka, один из самых дешёвых виски компании, содержит 37 % алкоголя. Этот алкоголь можно купить в бутылках объёмом 180, 300, 700, 1800, 1920, 2700 и 4000 мл. Также можно купить и индивидуальные порции, предварительно смешанные с содой или водой. В 2009 году напиток Black Nikka был переименован просто в Black.

## В культуре
Реклама компании Никка на Сусукино, в Саппоро, была воссоздана в вымышленном районе Цукумино в игре Yakuza 5 2012 года. Кроме того, в игре 2018 года Judgment виски компании является покупным товаром.